# Nội chiến Congo thứ hai

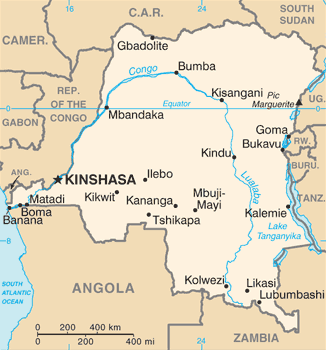
Cộng hòa Dân chủ Congo

Nội chiến Congo (tiếng Pháp: Deuxième guerre du Congo) có thể là một trong các cuộc chiến sau:
- Cuộc khủng hoảng ở Cộng hòa Dân chủ Congo (1960-1965), từ ngày quốc gia này giành được độc lập từ Bỉ cho tới khi cựu tổng thống Mobutu Sese Seko lên nắm quyền.
- Nội chiến Congo lần I (1996-1997), dẫn đến sự lật đổ Mobutu của Laurent Kabila.
- Nội chiến Congo lần II (1998-2002) với sự tham gia của chín quốc gia dẫn đến các cuộc chiến lẻ tẻ hiện nay mặc dù đã có hòa bình trên phương diện chính thức.

Nội chiến Congo được nói tới trong bài này là cuộc xung đột từ năm 1998 phần lớn trên lãnh thổ Cộng hòa Dân chủ Congo (trước là Zaïre). Cuộc chiến này lôi kéo chín nước châu Phi và khoảng 20 nhóm vũ trang, đây là cuộc chiến tranh giữa các nước lớn nhất trong lịch sử châu Phi hiện đại. Theo Ủy ban cứu trợ quốc tế, hơn 3,8 triệu người bị chết vì cuộc chiến này từ 1998 đến nay, phần lớn vì thiếu ăn hay bệnh tật. Hàng triệu người khác bị đuổi ra khỏi nhà hay đang tìm kiếm nơi nương náu ở các nước bên cạnh CHDC Congo. Dù là vài sáng kiến và thỏa thuận hòa bình đã thành công một phần dẫn đến sự công nhận hòa bình chính thức năm 2002, các nhóm vũ trang vẫn không buông súng và chiến tranh vẫn không suy giảm và vẫn tiếp diễn đến tháng 2 năm 2005.